# Абд-ар-Рашид-хан
Абд-ар-Рашид-хан (1509/1510—1559/1560) — 2-й хан Могулії (Яркендського ханства) в 1533—1559/1560 роках.

## Життєпис

### Молоді роки
Старший син Султан Саїд-хана, володаря Яркендського ханства. народився у 1509 або 1510 році. У 1517 році брав участь у поході проти киргизів. У 1520 році номінально керував походом проти калмиків. Його війська завдали поразки Яран-тайши й повернулися до долини Кочкора. У 1521 році поставлено очільником киргизів. Проте ті у 1522 році повстали за підтримки казахів.
У 1523—1533 роках був хакімом (намісником) в Аксу, де придушив заколот Емін-Ходжі-султана. У 1526 році протистояв Тахір-хану, володарю Казахського ханства. Останній зумів перетягнути на свій бік значну частину киргизів, що були у війську Абд-ар-Рашид-хана. Тому останній відступив до Атбаши. У 1527 році брав участь у поході проти киргизів, який загалом завершився невдало.

### Хан
Вступивши на престол після смерті батька у 1533 році. Спочатку стратив багатьох беків і емірів дуглатів, внаслідок чого його родич Мірза Мухаммед Гайдар з дуглатів, що був намісником в Кашмірі втік до Бадахшану. В результаті влада Абд-ар-Рашид-хана в Кашмірському султанаті впала.
Потім змінив звичний зовнішньополітичний курс, уклавши союз з давніми ворогами — узбеками Шейбанідами, відправивши посольство до Науруз Ахмед, еміра Шаша. У 1537 союзні війська здобули велику перемогу над казахами в місцевості Бурхачха у р. Келес, в результаті якої влада Абд ар-Рашид-хана поширилася на Центральний Могулістан. Згодом здійснював постійні походи проти казахів і киргизів, намагаючись їх підкорити. Незважаючи на безліч успішних походів, все ж не вдалося повністю підпорядкувати територію північного і центрального Могулістану.
Близько 1553 року призначив свого старшого сина Абд ал-Латіф-султана хакімом в Центральному Моголістане (з центром в Аксу) для стримування набігів казахів і киргизів. У боротьбі з ними Абд ал-Латіф-султан загинув 1555 або 1556 року. У відповідь на це Абд ар-Рашид-хан завдав казахам на чолі із Хак-Назар-ханом нищівної поразки в околицях оз. Іссик-Куль. Зрештою хану вдалося призупинити рух киргизьких племен в західному і південно-західному напрямку, зміцнивши владу у західному Могулістані.
Помер у 1559 або 1560 році. Владу успадкував син Абдул-Карім.

## Творчість
Був талановитим музикою. Знав 12 мукам (музичні стилі уйгурів). Склав музику «Ширашангіз», яка тривалий час була популярному в Якендському ханстві.